# Coppa delle Coppe 1995-1996 (hockey su pista)
La Coppa delle Coppe 1995-1996 è stata la 20ª ed ultima edizione dell'omonima competizione europea di hockey su pista riservata alle squadre di club. Il torneo ha avuto inizio il 2 marzo e si è concluso il 12 maggio 1996. Il titolo è stato conquistato dagli spagnoli del Liceo La Coruña per la seconda volta nella loro storia sconfiggendo in finale gli italiani dell'Amatori Lodi.

## Squadre partecipanti
| Nazione     | Club             | Città         | Qualificazione                                 |
| ----------- | ---------------- | ------------- | ---------------------------------------------- |
| Francia     | SCRA Saint-Omer  | Saint-Omer    | 2º in Nationale 1 1994-1995                    |
| Germania    | Walsum           | Duisburg      | Detentore della Coppa di Germania 1994-1995    |
| Inghilterra | Herne Bay United | Herne Bay     | Detentore della National Cup 1995              |
| Italia      | Amatori Lodi     | Lodi          | Semifinalista della Coppa Italia 1994-1995     |
| Italia      | Roller Monza.    | Monza         | Detentore della Coppa delle Coppe              |
| Portogallo  | Paço de Arcos    | Paço de Arcos | Finalista della Coppa del Portogallo 1994-1995 |
| Spagna      | Liceo La Coruña  | La Coruña     | Detentore della Coppa del Re 1995              |
| Svizzera    | Uttigen          | Uttigen       | Finalista della Coppa di Svizzera 1995         |

## Risultati

### Quarti di finale
| Squadra 1        | Totale          | Squadra 2       | Andata | Ritorno |
| ---------------- | --------------- | --------------- | ------ | ------- |
| Herne Bay United | 5 - 10          | Uttigen         | 2 - 4  | 3 - 6   |
| Paço de Arcos    | 7 - 7 (1-2 dtr) | Amatori Lodi    | 3 - 0  | 4 - 7   |
| SCRA Saint-Omer  |                 | Roller Monza    |        |         |
| Walsum           | 1 - 18          | Liceo La Coruña | 0 - 7  | 1 - 11  |

### Semifinali
| Squadra 1       | Totale | Squadra 2       | Andata | Ritorno |
| --------------- | ------ | --------------- | ------ | ------- |
| Amatori Lodi    | 17 - 3 | Uttigen         | 10 - 0 | 7 - 3   |
| Liceo La Coruña | 15 - 2 | SCRA Saint-Omer | 8 - 1  | 7 - 1   |

### Finale
| Squadra 1    | Totale          | Squadra 2       | Andata | Ritorno |
| ------------ | --------------- | --------------- | ------ | ------- |
| Amatori Lodi | 7 - 7 (1-2 dtr) | Liceo La Coruña | 5 - 2  | 2 - 5   |

#### Andata
| Lodi 27 aprile 1996 | Amatori Lodi | 5 – 2 | Liceo La Coruña | PalaCastellotti |

#### Ritorno
| La Coruña 12 maggio 1996               | Liceo La Coruña | 5 – 2 (d.t.s.) | Amatori Lodi | Pazo dos Deportes de Riazor |
| \| \| \| \| \| \| Shootout 2 – 1 \| \| |                 |                |              |                             |
|                                        |                 |                |              |                             |
|                                        | Shootout 2 – 1  |                |              |                             |